# Град Дервента
Град Дервента је град у Републици Српској, БиХ. Сједиште града је у градском насељу Дервента. Некадашња општина Дервента добила је статус града 11. фебруара 2021. године. Град заузима површину од 517 km². Према подацима Агенције за статистику Босне и Херцеговине на попису становништва 2013. године, у граду је пописано 27.404 лица.

## Географија
Град Дервента налази се на сјеверозападу Републике Српске. Простире се између ријеке Саве и Ивањског поља на сјеверу, планине Вучијак на сјевероистоку, планине Крњина на југу, планине Мотајице на сјеверозападу и ријеке Укрине на западу. Граничи се са општинама: Брод, Модрича, Добој, Станари, Прњавор и Србац. На простору површине 517 km², у педесет шест села и граду Дервенти, прије рата живјело је 56.489 становника. Надморска висина општинског подручја креће се од 103 до 215 метара.

## Образовање
На територији дервентске општине постоје четири основне школе као и Основна музичка школа. Двије основне школе налазе се у самом насељу: ОШ „Никола Тесла“ и ОШ „19. април“. На сеоском подручју постоје још двије основне школе: ОШ „Тодор Докић” у Календеровцима и ОШ „Ђорђо Панзаловић” у Осињи.

## Насељена мјеста
Подручје општине Дервента чине насељена мјеста:
Агићи, Беглуци, Бијело Брдо, Босански Дубочац, Брезици, Буковац, Буковица Велика, Буковица Мала, Бунар, Велика, Велика Сочаница, Врхови, Горња Бишња, Горња Лупљаница, Горњи Божинци, Горњи Вишњик, Горњи Детлак, Градац, Градина, Дажница, Дервента, Доња Бишња, Доња Лупљаница, Доњи Вишњик, Доњи Детлак, Дријен, Жеравац, Живинице, Зеленике, Календеровци Горњи, Календеровци Доњи, Ковачевци, Костреш, Кулина, Куљеновци, Луг, Лужани, Лужани Босански, Лужани Нови, Мала Сочаница, Мишинци, Мишковци, Модран, Осиња, Осојци, Пјеваловац, Појезна, Пољари, Поље, Рапћани, Станићи, Тетима, Трстенци, Туњестала, Церани, Црнча и Шушњари.
Послије потписивања Дејтонског споразума, град Дервента у цјелини, остала је у саставу Републике Српске.

### Мјесне заједнице
На подручју општине Дервента одлукама Скупштине општине Дервента образовано је 30 мјесних заједница:
Агићи, Беглуци, Бијело Брдо, Босански Дубочац, Бунар, Велика Сочаница, Горња Лупљаница, Горњи Вишњик, Горњи Детлак, Дервента I, Дервента II, Дервента III, Дервента „Укрина“, Доња Лупљаница, Доња Церани, Дријен, Календеровци Горњи, Костреш, Кулина, Лужани Босански, Мала Сочаница, Мишинци, Мишковци, Модран, Осиња, Осојци, Појезна, Поље, Трстенци, Црнча.

## Политичко уређење

### Општинска администрација
Градоначелник Града представља и заступа Град и врши извршну функцију у Дервенти. Избор градоначелника се врши у складу са изборним Законом Републике Српске и изборним Законом БиХ. Градску администрацију, поред градоначелника, чини и скупштина града. Институционални центар Града Дервенте је насеље Дервента, гдје су смјештени сви градски органи.
Градоначелник Града Дервенте је Игор Жунић испред Савеза независних социјалдемократа, који је на ту функцију ступио након локалних избора у Босни и Херцеговини 2024. године. Састав скупштине Града Дервента је приказан у табели.

## Национални састав
|                      | 2013.           | 1991.           | 1981.           | 1971.           |
| Укупно               | 27 404 (100,0%) | 56 489 (100,0%) | 57 010 (100,0%) | 56 141 (100,0%) |
| Срби                 | 22 349 (81,55%) | 22 938 (40,61%) | 22 840 (40,06%) | 23 124 (41,19%) |
| Хрвати               | 2 573 (9,389%)  | 21 952 (38,86%) | 23 629 (41,45%) | 25 228 (44,94%) |
| Бошњаци              | 1 895 (6,915%)  | 7 086 (12,54%)1 | 6 034 (10,58%)1 | 6 548 (11,66%)1 |
| Неизјашњени          | 252 (0,920%)    | –               | –               | –               |
| Муслимани            | 69 (0,252%)     | –               | –               | –               |
| Остали               | 65 (0,237%)     | 1 165 (2,062%)  | 500 (0,877%)    | 550 (0,980%)    |
| Непознато            | 58 (0,212%)     | –               | –               | –               |
| Југословени          | 53 (0,193%)     | 3 348 (5,927%)  | 3 914 (6,865%)  | 575 (1,024%)    |
| Босанци              | 33 (0,120%)     | –               | –               | –               |
| Украјинци            | 31 (0,113%)     | –               | –               | –               |
| Роми                 | 10 (0,036%)     | –               | –               | –               |
| Босанци и Херцеговци | 5 (0,018%)      | –               | –               | –               |
| Турци                | 4 (0,015%)      | –               | –               | –               |
| Црногорци            | 3 (0,011%)      | –               | 35 (0,061%)     | 48 (0,085%)     |
| Православци          | 2 (0,007%)      | –               | –               | –               |
| Словенци             | 1 (0,004%)      | –               | 16 (0,028%)     | 36 (0,064%)     |
| Албанци              | 1 (0,004%)      | –               | 20 (0,035%)     | 12 (0,021%)     |
| Македонци            | –               | –               | 16 (0,028%)     | 17 (0,030%)     |
| Мађари               | –               | –               | 6 (0,011%)      | 3 (0,005%)      |

1. 1 На пописима од 1971. до 1991. Бошњаци су пописивани углавном као Муслимани.